# Walther Jung
Paul Arthur Walther Jung (* 7. März 1890 in Liegnitz; † 23. September 1950 in Hamburg) war ein deutscher Schauspieler.

## Leben
Walther Jung arbeitete als Charakterdarsteller an den Theatern in Kassel und Heilbronn und dann viele Jahre am Deutschen Schauspielhaus in Hamburg. Er trat als Sigismund Sülzheimer in Im weißen Rößl auf, als Franz in August Junkermanns Reuter-Bearbeitung Onkel Bräsig, als Karl Heinrich in Alt-Heidelberg.
Ab Mitte der 1930er Jahre war er auch als Filmschauspieler tätig. Er spielte ernsthafte Charaktere wie einen russischen General in Abenteuer eines jungen Herrn in Polen (1934), den Oberbaurat in Ich bitte um Vollmacht (1944) oder den General von Massenbach in Das Gesetz der Liebe (1944/49). Jung stand 1944 in der Gottbegnadeten-Liste des Reichsministeriums für Volksaufklärung und Propaganda.

## Filmografie (Auswahl)
- 1934: Abenteuer eines jungen Herrn in Polen
- 1935: Der grüne Domino
- 1943: Die unheimliche Wandlung des Alex Roscher
- 1943: Man rede mir nicht von Liebe
- 1944: Bravo, kleiner Thomas
- 1944: Orient-Express
- 1944: Ich bitte um Vollmacht
- 1944/49: Das Gesetz der Liebe
- 1944/50: Die Schuld der Gabriele Rottweil
- 1944/50: Schuß um Mitternacht
- 1949: Die Söhne des Herrn Gaspary